# Callosa de Segura
Callosa de Segura é um município da Espanha na província de Alicante, Comunidade Valenciana. Tem 43,1 km² de área e em 2021 tinha 19 273 habitantes (densidade: 447,2 hab./km²).

## Demografia
| Variação demográfica do município entre 1991 e 2004 | Variação demográfica do município entre 1991 e 2004 | Variação demográfica do município entre 1991 e 2004 | Variação demográfica do município entre 1991 e 2004 |
| --------------------------------------------------- | --------------------------------------------------- | --------------------------------------------------- | --------------------------------------------------- |
| 1991                                                | 1996                                                | 2001                                                | 2004                                                |
| 14780                                               | 15243,1                                             | 15805                                               | 16471                                               |